# جفيرة غزال
جفيرة غزال قرية سوريّة تتبع إداريّاً لمحافظة حلب منطقة منبج ناحية خفسة، بلغ تعداد سكانها (643) نسمة حسب التعداد السكاني لعام 2004.